# Зюнхольц, Вольфганг
Во́льфганг Вернер Зю́нхольц (нем. Wolfgang Werner Sühnholz; 14 сентября 1946, Берлин — 27 декабря 2019) — немецкий футболист и американский футбольный тренер.

## Игровая карьера
Зюнхольц играл в футбол в течение 18 лет в Европе и США. Из берлинского любительского клуба «Герта 03 Целендорф» в 1970 году он перешёл в «Рот-Вайсс Оберхаузен» из Бундеслиги, где забил 6 голов. Летом 1971 года он перешёл в «Баварию Мюнхен». За три года в «Баварии» он выиграл два национальных чемпионата. В свой первый сезон в «Баварии» он был игроком основы. 12 апреля 1972 года Зюнхольц пострадал в матче с «Кёльном» во втором раунде Кубка ФРГ из-за Юппа Каппелльмана, который нанёс ему такой сложный перелом, что Зюнхольц почти не играл год, этот кубковый матч стал известен как «Битва при Кёльне». Тогда его контракт не был продлён, и он покинул клуб летом 1973 года. Летом 1974 года он попытался снова возвратиться в Бундеслигу, в «Теннис-Боруссию», откуда ушёл после 8 игр и одного гола в Бундеслиге в период с октября 1974 года. На то время он ещё не оправился от последствий серьёзной травмы.
В 1975 году он эмигрировал в Соединённые Штаты. В первом своём сезоне в NASL он принимал активное участие в делах команды в качестве игрока и помощника тренера. В 1976 году он был признан лучшим игроком финала NASL, когда он с «Торонто Метрос-Кроэйша» выиграл титул. До этого он был игроком «Бостон Минитмен». Затем он играл в различных клубах NASL.
Его карьера закончилась в 1980 году в «Калифорния Сёрф» в Анахайме.

## Тренерская карьера
Зюнхольц является сооснователем, вместе с Франциско Маркосом, «Остин Сокадиллос», команды из Юго-западной Лиги мини-футбола, Зюнхольц работал помощником главного тренера команды в период с 1987 по 1989 год, когда он сменил главного тренера Антониу Симойнша. Затем он тренировал команду до 1991 года. В 1994 году он вернулся в команду, которая теперь носит название «Остин Лоун Старз» и играет в USISL. В мае 1997 года он был назначен помощником тренера сборной США U-16. Он вернулся в «Остин Лоун Старз» в 1998 году. Зюнхольц сыграл важную роль в подготовке молодых футболистов для сборной США в период с 1997 по 2001 год: в 1997 году он был помощником тренера сборной США U-16 и главным тренером сборной США U-20 с 1999 по 2001 год. В период тренерства молодёжных сборных США он стал участником двух чемпионатов мира и привёл сборную U-20 на чемпионат мира в 2001 году в Аргентине. С 2001 года он был главным тренером «USYS ODP Регион III», где работал с мальчиками 12—15 лет.
Вольфганг имеет лицензию USSF класса «А».